# Andy Statman
Andy Statman (né en 1950 à New York) est un clarinettiste jouant du klezmer et un mandoliniste de bluegrass américain, devenu un hassid.

## Biographie
Andrew (Andy) Statman est né en 1950 à New York. Il grandit dans le quartier de Queens. 

### Débuts musicaux
Il a 12 ans quand il commence à jouer du banjo et de la guitare, comme le fait son frère Jimmy Statman.
Il étudie ensuite la mandoline avec David Grisman.
Il étudie le Rhythm and blues et le jazz saxophone, avec Richard Grando.
Adolescent, il joue en public à New York, au Washington Square Park, à Manhattan.

### Carrière musicale
En 1969, il étudie au Franconia College à Franconia, dans le New Hampshire, mais il ne termine pas ses études, préférant faire une carrière musicale.
Il devient connu comme mandoliniste en jouant avec David Bromberg et Russ Barenberg.
Il s'intéresse à la musique de Klezmer, et se rapproche de ses racines juives. Il avait été éduqué dans un milieu juif traditionnel mais non religieux.
Durant les années 1970, il étudie la clarinette de Klezmer avec le célèbre clarinettiste de Klezmer, Dave Tarras. Ce dernier lui donne plusieurs de ses clarinettes. Statman produit le dernier enregistrement de Tarras.
Il joue des mélodies hassidiques.
Le Trio Andy Statman inclut le bassiste Jim Whitney et le percussionniste Larry Eagle.
Il joue du Klezmer avec Itzhak Perlman.

### Famille
Andy Statman est marié avec Barbara Soloway, une artiste. Ils ont 4 enfants et de nombreux petits-enfants.

## Discographie
- 1979:
  - Jewish Klezmer Music
- 1980:
  - Flatbush Waltz[1]
- 1980:
  - Mandolin Abstractions
- 1985

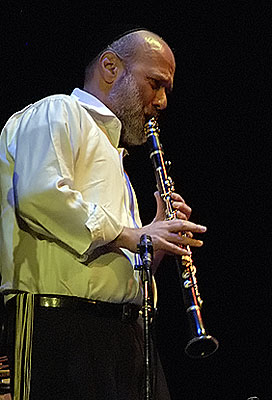
Andy Statman jouant de la clarinette.

  - Nashville Mornings, New York Nights
- 1988:
  - Rounder Bluegrass, Vol. 2
- 1992:
  - Andy Statman Klezmer Orchestra
- 1994:
  - Klezmer Suite
  - Andy's Ramble
- 1995:
  - Acoustic Disc: 100% Handmade Music, Vol. 2
  - Doyres (Generations): Traditional Klezmer Recordingfs, 1979-1994
  - Songs of Our Fathers
  - Holding On: Dreamers, Visionaries, Eccentrics & Other American Heroes
- 1996:
  - American Fogies, Vol. 1
  - Blue Ribbon Fiddle 
  - Klezmer Music: A Marriage of Heaven & Earth
  - Rounder Bluegrass Guitar
- 1997:
  - Between Heaven & Earth: Music of the Jewish Mystics
- 1998:
  - The Hidden Light
  - Holiday Tradition
  - The Soul of Klezmer
- 2000:
- Klezmer: From Old World To Our World
- 2001:
  - Bluegrass Mountain Style
  - New York City: Global Beat of the Boroughs - Music From New York City's Ethnic...
- 2004:
  - Wisdom, Understanding, Knowledge
- 2005:
  - On Air
  - Avodas Halevi
- 2006:
  - East Flatbush Blues
  - Awakening from Above
- 2011:
  - Old Brooklyn
- 2013:
  - Superstring Theory
- 2014:
  - Hallel V'Zimrah
  - Songs of the Breslever Chassidim

## Honneurs
- Grammy Awards
  - En 2007, il est nommé pour un Grammy Awards dans la catégorie Best Country Instrumental Performance pour son interprétation de Rawhide de Bill Monroe avec son CD East Flatbush Blues.
  - En 2008, il participe au Béla Fleck and the Flecktones Jingle All the Way et y joue de la clarinette et de la mandoline. Cet album est récompensé aux Grammy Awards en 2009 pour le meilleur disque de pop instrumentale. Il joue avec le groupe en tournée à Buffalo et à Philadelphie.